# Konrad von Thüngen
Pour les articles homonymes, voir Thüngen.
Konrad II. von Thüngen (né vers 1466, mort le 16 juin 1540 à la Forteresse de Marienberg à Wurtzbourg) est prince-évêque de Wurtzbourg de 1519 à 1540.

## Biographie
Il vient d'une famille noble de Franconie, basée dans le village du même nom. D'autres membres de la famille ont des fonctions ecclésiastique, comme Neidhardt von Thüngen qui sera prince-évêque de Bamberg.
Konrad von Thüngen est prince-évêque durant la guerre des Paysans allemands, au moment où l'évêché de Wurtzbourg est l'un des principaux foyers. Le mécontentement général des paysans envers l'écrasant fardeau des impôts et du travail obligatoire conduit à l'insurrection croissante dans la région. Des tensions religieuses apparaissent aussi. Des milliers de paysans font des saccages. Götz von Berlichingen et Florian Geyer sont à leur tête. Alors que le prince-évêque est dans une grande détresse, la ligue de Souabe intervient. Avec l'aide de Lorenz Fries (de) et Louis V du Palatinat, Konrad von Thüngen parvient à s'enfuir. La Forteresse de Marienberg, défendue par Konrad von Bibra, le chevalier Sebastian von Rotenhan (de) et Friedrich von Brandenburg-Ansbach (de), est mise dans l'horreur. Les meneurs sont tués, d'autres ont les yeux crevés ou sont amputés.
Konrad von Thüngen lutte aussi contre les anabaptistes qu'il condamne au bûcher. De même, la révolte des chevaliers (de) venant d'une certaine petite noblesse protestante menée par Thomas von Absberg (de) vient et pille la région. En 1523, la ligue de Souabe intervient de nouveau dans l'évêché et prend des mesures contre les chevaliers, y compris les membres de la famille de Thüngen.

## Source, notes et références
- (de) Cet article est partiellement ou en totalité issu de l’article de Wikipédia en allemand intitulé « Konrad II. von Thüngen » (voir la liste des auteurs).
- (de) Franz Xaver von Wegele, « Konrad II. von Thüngen », dans Allgemeine Deutsche Biographie (ADB), vol. 16, Leipzig, Duncker & Humblot, 1882, p. 632-634
- Hanskarl Freiherr von Thüngen: Das Haus Thüngen 788–1988. Geschichte eines fränkischen Adelsgeschlechts. In der Reihe Kostbares Unterfranken. Echter Verlag, Würzburg 1988,  (ISBN 3-429-01162-0)
- (de) Alfred Wendehorst, « Konrad II. von Thüngen », dans Neue Deutsche Biographie (NDB), vol. 12, Berlin, Duncker & Humblot, 1980, p. 532–533 (original numérisé).